# Massaker von Ezeiza

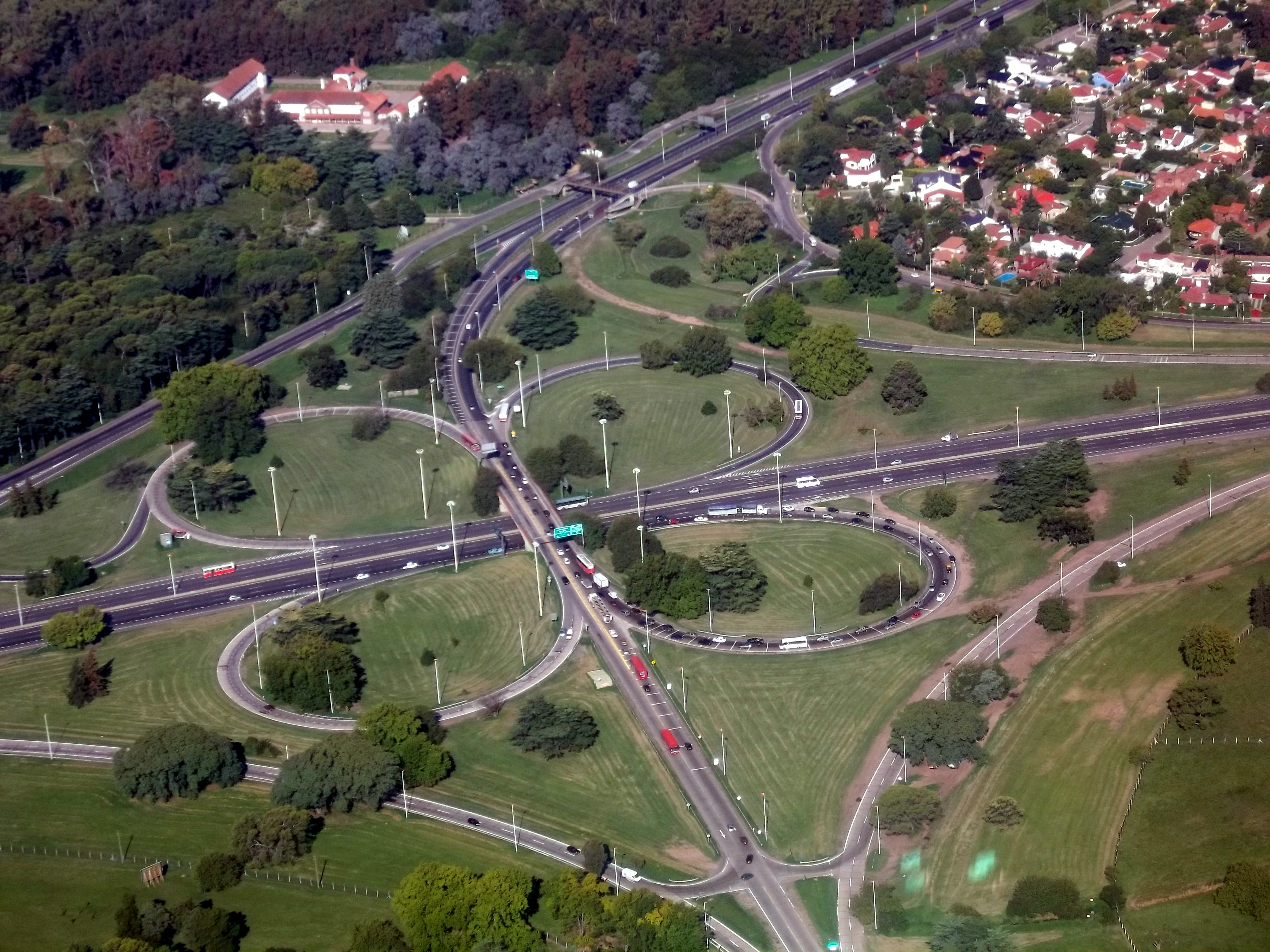
Autobahnkreuz der Autopista Ricchieri und Ruta 205, Schauplatz des Massakers von Ezeiza

Beim Massaker von Ezeiza schossen Angehörige des politisch rechten Flügels der Peronisten am 20. Juni 1973 auf Angehörige des politisch linken Flügels der Peronisten, darunter Aktivisten der Montoneros. Dabei starben mindestens 13 Personen und 365 wurden verletzt. Nach Zeitungsangaben waren die Zahlen der Opfer weit höher.

## Hintergrund
Am 25. Mai 1973 war Argentinien nach der Militärdiktatur von Alejandro Agustín Lanusse zur Demokratie zurückgekehrt. Präsident Hector Cámpora (Partido Justicialista / Peronisten) war gewählt worden, um Juan Perón nach 18 Jahren die Rückkehr aus dem spanischen Exil und die Übernahme der Präsidentschaft zu ermöglichen. Bei der Ankunft Peróns hatten sich am Flughafen Ezeiza 3,5 Millionen Menschen versammelt. Es war die größte Demonstration in der argentinischen Geschichte. Von der Plattform, von der aus Perón sprechen sollte, eröffneten Heckenschützen das Feuer auf die Menschenmenge.